# Chyna
Chyna (* 27. Dezember 1969 in Rochester, New York als Joan Marie Laurer; † 20. April 2016 in Redondo Beach, Kalifornien) war eine US-amerikanische Bodybuilderin, Wrestlerin, Schauspielerin und Pornodarstellerin.
Als Wrestlerin wurde sie vor allem durch ihre Auftritte in der WWF von 1997 bis 2001 bekannt und als das „neunte Weltwunder“ vermarktet. Im November 2007 ließ sie ihren Namen offiziell in Chyna ändern. Sie errang während ihrer Karriere einmal den WWF-Damentitel sowie als einzige Frau zweimal die eigentlich Männern vorbehaltene WWE Intercontinental Championship.

## Wrestling-Karriere

### Anfänge
Joan Marie Laurer trainierte in der Wrestling-Schule von Wladek „Killer“ Kowalski in Salem, Massachusetts. Sie debütierte 1995 und arbeitete für verschiedene Independent-Ligen als Just Joanie oder Joanie Lee.

### World Wrestling Federation (1997–2001)

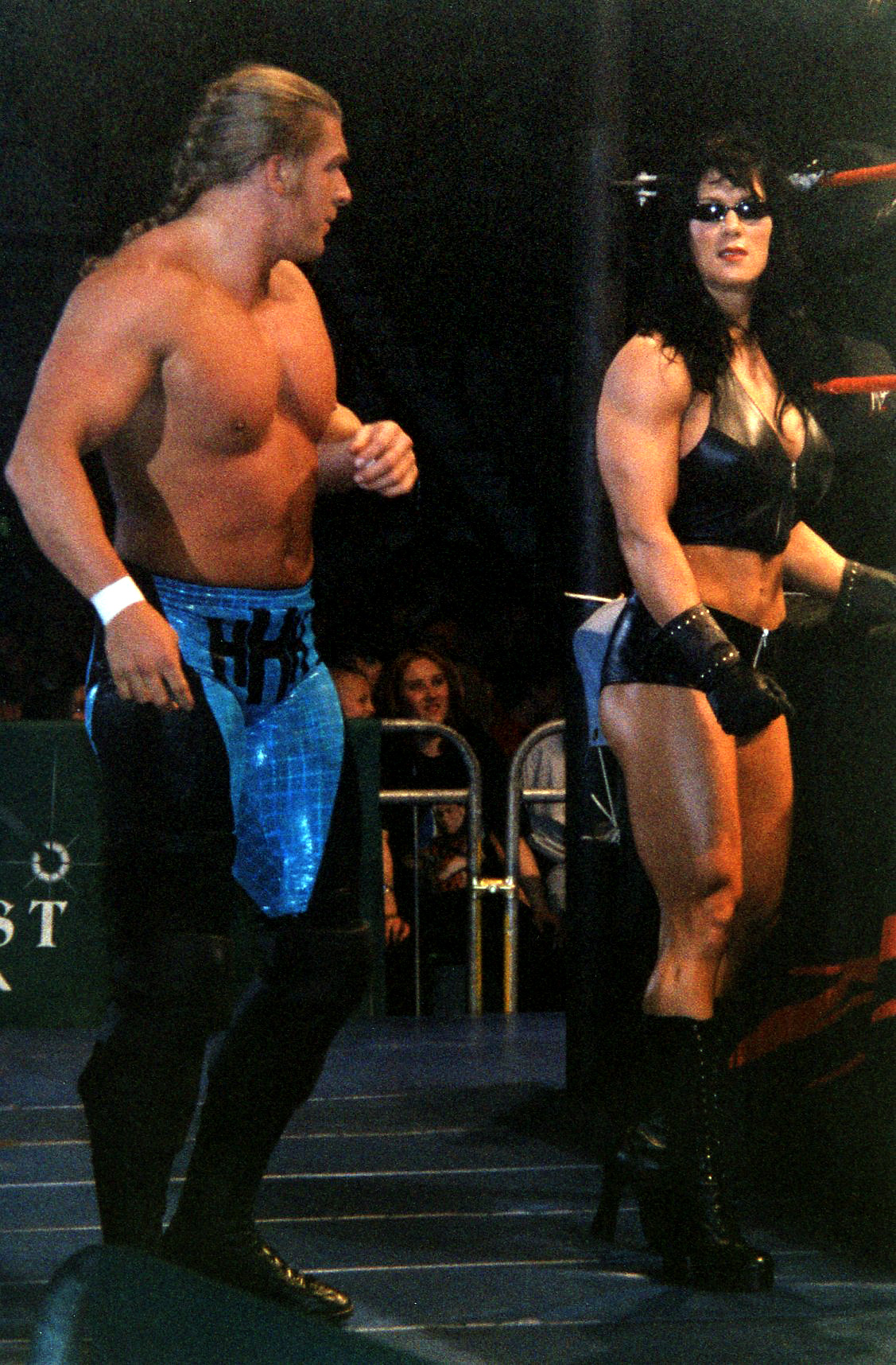
Triple H und Chyna bei einem WWF-Event.

Als sie 1997 in einer Bar die WWF-Wrestler Triple H und Shawn Michaels traf, waren diese von ihrer äußeren Erscheinung beeindruckt und halfen ihr, in der World Wrestling Federation Fuß zu fassen. In ihrer ersten Rolle als Chyna, Bodyguard der Gruppierung D-Generation X, ließ man sie zunächst des Öfteren zu deren Gunsten in Matches eingreifen.
Am Tag nach dem Royal Rumble 1999 machte man sie zum Heel und später zum Teil der Gruppierungen Corporation und Corporate Ministry, wodurch sie mit den Topstars der Liga arbeiten konnte.
Ende des Jahres 1999 gab es einen erneuten Gesinnungswandel und eine Fehde mit Jeff Jarrett um die WWF Intercontinental Championship wurde begonnen. Beim PPV No Mercy am 17. Oktober 1999 nahm sie Jarrett in dessen letztem Match für die WWF den Titel ab und durfte somit als erste – und bislang einzige – Frau den Titel halten. Sie erhielt diesen später noch ein weiteres Mal. 2000 erschien sie kurz an der Seite von Chris Jericho, bevor sie mit Eddie Guerrero arbeitete und dessen Storyline-Freundin wurde. Im Herbst 2000 trennte die Promotion das Gespann wieder.
Zur selben Zeit wurde Laurers Fotostrecke im Playboy ebenfalls vor der Kamera thematisiert, indem man eine Parodie des Parents Television Council darstellte. Danach nahm Laurer eine kurze Auszeit vom Wrestling. Ein paar Wochen später kehrte sie zurück und begann mit der Wrestlerin Ivory ein Fehdenprogramm um die WWF Women’s Championship. Beim Royal Rumble 2001 wurde eine Nackenverletzung von Chyna vorgetäuscht, um ihr eine Pause zu ermöglichen. Ihre stark beworbene Rückkehr gipfelte bei Wrestlemania XVII, wo sie den Titel mit einem Squash-Sieg holen durfte.
Die WWF plante, Chyna als Zugpferd ihrer Women’s Division aufzubauen, doch war sie weder mit der angebotenen Bezahlung zufrieden noch wollte sie nur noch gegen andere Frauen antreten. Nach dem Abbruch der Vertragsverhandlungen trat Chyna nicht mehr im TV auf und verließ die Promotion schließlich am 30. November 2001.

### New Japan Pro Wrestling (2002)
Seitdem war ihre Ringkarriere sehr begrenzt. Sie trat noch bei einigen Wrestling-Veranstaltungen an, beispielsweise in Japan bei New Japan Pro-Wrestling, und einigen Promi-Box-Turnieren.

### Total Nonstop Action Wrestling (2011)
Am 3. Mai 2011 feierte Chyna, im Alter von 41 Jahren, für die Promotion Total Nonstop Action Wrestling bei TNA iMPACT! ihre Rückkehr zum Wrestling. Dabei bestritt sie zusammen mit Kurt Angle bei Sacrifice am 15. Mai 2011 ein siegreiches Match gegen ihren alten Rivalen Jeff Jarrett und dessen Frau Karen. Nachdem bekannt geworden war, dass sie erneut einen pornografischen Film gedreht hatte, beendete TNA die Zusammenarbeit.

## Außerhalb des Wrestlings
Joanie Laurer machte Nacktfotos, unter anderem für den Playboy 2002; nach ihrem Weggang von der WWF trat sie auch in einem Soft-Porno namens Joanie Laurer: Nude Wrestling Superstar auf, der vom Playboy produziert und vertrieben wurde. Mit ihrem damaligen Partner Sean Waltman (in der WWF/WWE unter dem Ringnamen X-Pac aktiv) drehte sie ein Sexvideo mit dem Titel 1 Night in China, das durch Paris Hiltons wenige Monate zuvor erschienenes Video 1 Night in Paris inspiriert war. Mit den Beteiligten erhielt Chyna 2006 den AVN Award der Kategorie Best Selling Title of the Year. Am 22. Juni 2011 veröffentlichte Vivid den Pornofilm Backdoor to Chyna, der 2012 mit einem weiteren AVN Award als Best Celebrity Sex Tape ausgezeichnet wurde. Im Mai 2012 veröffentlichte Vivid zudem noch Avengers XXX – A Porn Parody, eine Parodie von Marvel’s The Avengers, in der sie She-Hulk spielt.
Des Weiteren nahm sie in der MTV-Dokumentation Celebrity Rehab an einem Drogenentzug teil.
Im Januar 2001 erschien über Harper Entertainment die von Laurer und Michael Angeli verfasste Autobiographie über ihr Leben als starke, stets kämpfende Frau und Wrestlerin. Das Buch brachte es in mehreren Amazon-Rubriken zum #1-Bestseller. Darüber hinaus war Chyna in insgesamt fünf Wrestling-Videospielen ein spielbarer Charakter.

## Tod
Am 20. April 2016 wurde Laurer leblos in ihrem Haus in Redondo Beach, Los Angeles County, Kalifornien, aufgefunden, nachdem ein Freund die Polizei informiert hatte. Ihrem Manager zufolge war sie schon seit längerer Zeit mit Medikamenten gegen Angstzustände und Schlafstörungen behandelt worden. Als Todesursache wurde später ein tödlicher Mix aus Psychopharmaka, Schmerzmitteln und Alkohol angegeben.
Am 28. April 2016 gab NBC Los Angeles bekannt, dass laut Laurers Manager Anthony Anzaldo das Hirn der Wrestlerin der Wissenschaft zur Verfügung gestellt werden soll. Ein Forscherteam um den forensischen Pathologen Dr. Bennet Omalu möchte die Wirkung der chronisch-traumatischen Enzephalopathie auf das Hirn ergründen, eines Syndroms, an dem auch zum Beispiel der 2007 verstorbene Chris Benoit und andere Wrestler sowie Eishockey- und Footballspieler litten.
Ihre Asche wurde sechs Monate nach ihrem Tod über dem Pazifischen Ozean verstreut.

## Wrestling-Erfolge
World Wrestling Federation
- Hall of Fame (Class of 2019 als Mitglied der D-Generation X)
- WWF Intercontinental Championship (2×)[23][24][25]
- WWF Women’s Championship (1×)[26]
- 2× Teilnahme am Royal Rumble 1999, 2000 (Als erste Frau)

International Wrestling Federation
- IWF Women’s Championship (1×)

Ladies International Wrestling Association
- Rookie of the Year (1998)

Professional Girl Wrestling Association
- Rookie of the Year (1996)

## Auszeichnungen
AVN Award
- Best Selling Title of the Year für 1 Night in China (2006)
- Best Celebrity Sex Tape für Backdoor to Chyna (2012)

## Filmografie
- 1996, 2000: Pacific Blue – Die Strandpolizei (Pacific Blue, Fernsehserie, Folge 5x20)
- 1999: The Martin Short Show (Talkshow, Folge 1x44)
- 1999: Beyond the Mat (Sport-Dokumentation)
- 2000: Chyna Fitness: More Than Meets the Eye (Fitnessvideos)
- 2000: MAD TV (Comedy-Sketchshow, Folge 6x05)
- 2000: MTV Cribs (Reality-TV-Show)
- 2000: Alien Attack – The Final Invasion (Fernsehfilm)
- 2000: Hinterm Mond gleich links (3rd Rock from the Sun, Fernsehserie, 3 Folgen)
- 2001: On the Line (Fernsehfilm)
- 2001: Celebrity Deathmatch (Comedy-Show, Episode 4x6)
- 2001: Fear Factor (Game-Show)
- 2001–2002: Tracker (Fernsehserie, Folgen 1x01, 1x22)
- 2002: Relic Hunter – Die Schatzjägerin (Relic Hunter, Fernsehserie, Folge: Der Gürtel der Hippolyte/Antianeirai 3x15)
- 2002: NJPW Samurai TV (Fernsehserie)
- 2002: The Nick Cannon Show (Fernsehserie, Folge 1x13)
- 2002: Frank McKlusky – Mann für besondere Fälle (Frank McKlusky, C.I.)
- 2002: Sabrina – Total Verhext! (Sabrina, the Teenage Witch, Fernsehserie, Folge 6x21)
- 2002: Whose Line Is It Anyway? (Comedyshow, Folge 5x8)
- 2002: Celebrity Boxing 2 (Reality-TV-Show)
- 2002: The Anna Nicole Show (Reality-TV-Show)
- 2003: Hunter: Back in Force (Fernsehfilm)
- 2003: Romp (Kurzfilm)
- 2004: 1 Night in China (Porno-Film)
- 2005: 101 Reasons Not to Be a Pro Wrestler (Sport-Dokumentation)
- 2005: The Surreal Life (Realitv-TV-Show)
- 2006: Just Another Romantic Wrestling Comedy
- 2006: My Fair Brady (Realitv-TV-Show)
- 2007: Illegal Aliens
- 2007: Cougar Club
- 2007: The Surreal Life: Fame Games (Realitv-TV-Show)
- 2008: Celebrity Rehab with Dr. Drew (Realitv-TV-Show)
- 2009: Another Night in China (Porno-Film)
- 2011: Losing Control
- 2011: Backdoor to Chyna (Porno-Film)
- 2011: Howard Stern on Demand (Fernsehserie, 1 Folge)
- 2012: A Night at the Silent Movie Theater
- 2012: Chyna is Queen of the Ring (Porno-Film)
- 2012: Avengers XXX – A Porn Parody (Porno-Film)
- 2013: She-Hulk XXX: An Axel Braun Parody (Porno-Film)
- 2013: White T